# 12 Kompania Chemiczna
12 Kompania Chemiczna (12 kchem) – dawny pododdział Wojsk Chemicznych Sił Zbrojnych RP (JW Nr 2874).
Kompania została sformowana w 2001 roku, w garnizonie Stargard Szczeciński, w składzie 12 Szczecińskiej Dywizji Zmechanizowanej im. Bolesława Krzywoustego. Pododdział został rozformowany 31 grudnia 2010 roku. Część kompanii została przeniesiona do Centrum Szkolenia Wojsk Lądowych w Drawsku Pomorskim i przyjęła nazwę Grupa Zabezpieczenia Szkolenia stacjonująca w JW 1965 Oleszno (Ziemsko - lotnisko).

## Tradycje kompanii
Jednostka nawiązywała do tradycji:
- 7 Samodzielnej Kompanii Obrony Przeciwchemicznej 12 Dywizji Piechoty X-XI 1944,
- 15 Samodzielnej Kompanii Obrony Przeciwchemicznej 12 DP III-XI 1945,
- 19 Kompania Obrony Przeciwchemicznej 12 DP w Szczecinie III 1949-1958,
- 19 Kompania Obrony Przeciwchemicznej 12 Dywizji Zmechanizowanej 1958-2004.